# Dainrode
Dainrode ist ein Stadtteil von Frankenau im nordhessischen Landkreis Waldeck-Frankenberg.

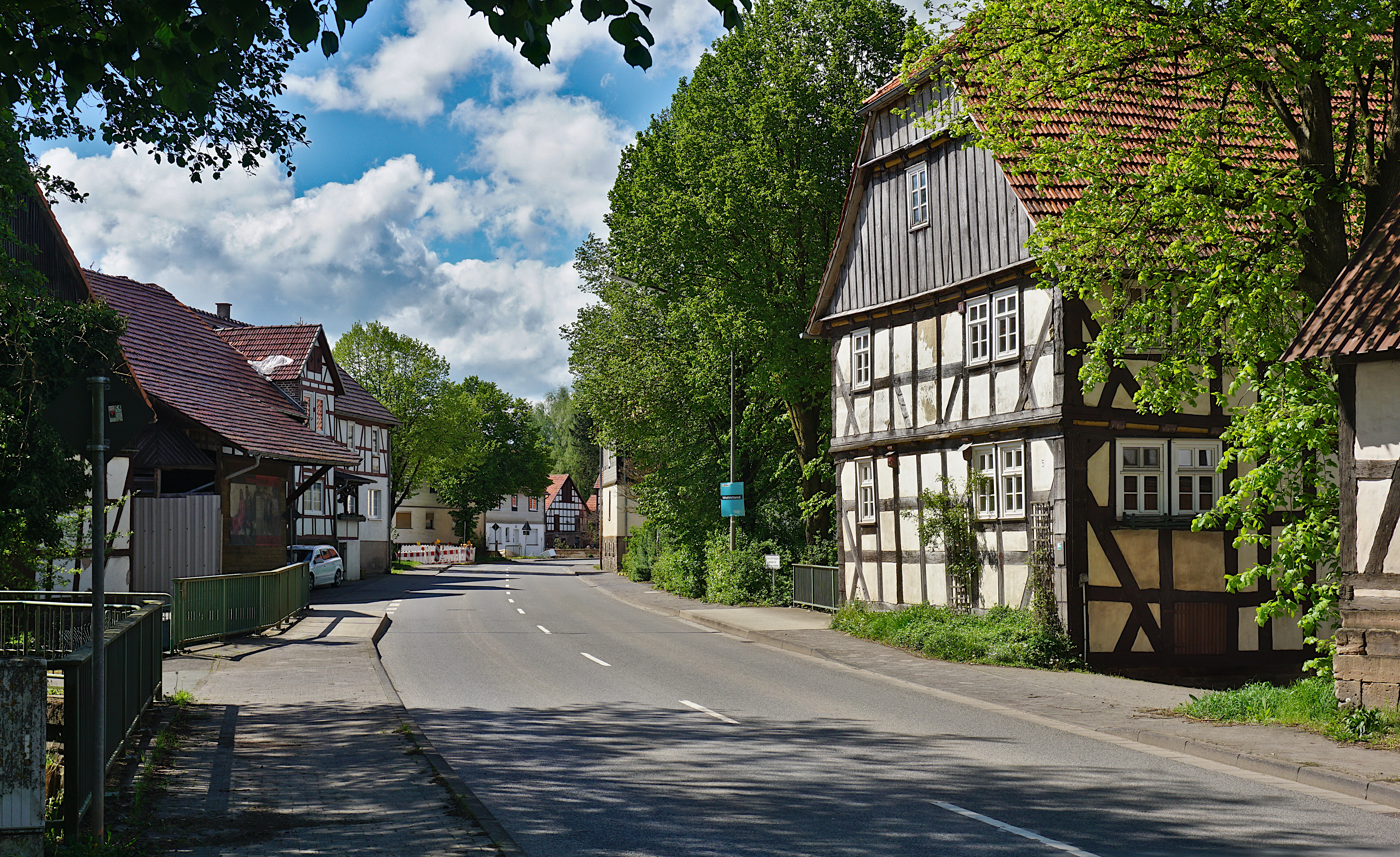
Durch Dainrode verläuft die B253

## Geographische Lage
Dainrode liegt im Kellerwald am Rand des Naturparks Kellerwald-Edersee. Hindurch fließt der Eder-Zufluss Lengelbach. Durch den Ort verläuft die Bundesstraße 253.

## Geschichte

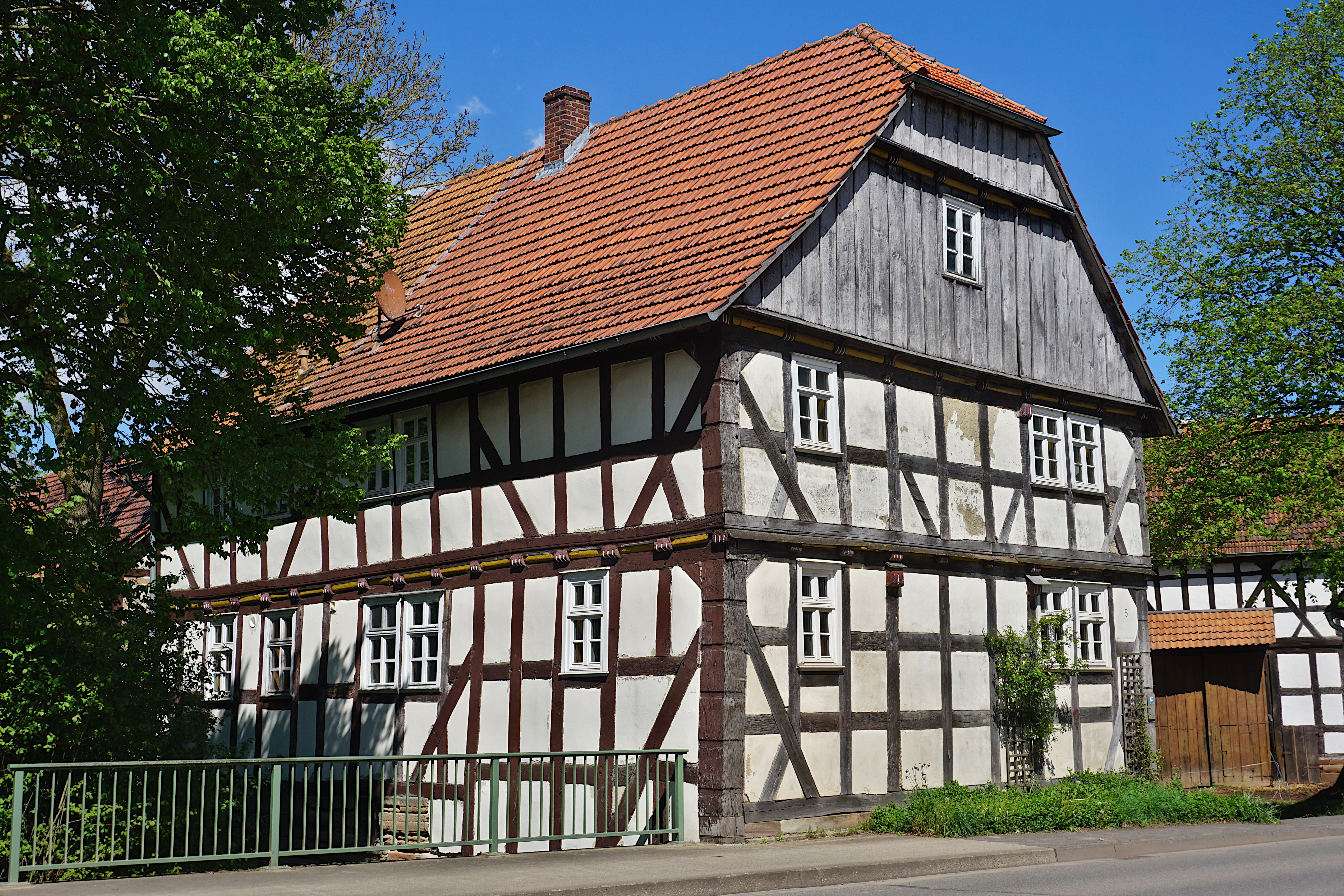
Das älteste Haus des Dorfes

### Ortsgeschichte
Zwischen 1197 und 1200 erscheint in einer Urkunde des Fritzlarer Propstes Gumbert für das Kloster Haina ein Reinbold von Dragenrode. Das Geschlecht derer von Dragenrode (Dainrode) wurde bereits im 12. Jahrhundert erwähnt. 1214 wird der Ort ein weiteres Mal urkundlich erwähnt (in anderen Quellen wird auch das Jahr 1200 als Ersterwähnung genannt), als in einer Urkunde Graf Heinrich III. von Reichenbach den Erwerb von Gütern durch das Kloster Haina genehmigte.
Im Sternerkrieg, der 1372 begann und erst Ende des 14. Jahrhunderts endete, wurde Dainrode verwüstet und erst im 15. Jahrhundert wieder aufgebaut. Ab 1571 und danach gehörte der Ort zum Gericht Geismar. Während der Zeit des napoleonischen Königreichs Westphalen, von 1807 bis 1813, wurde Dainrode vom Kanton Frankenau verwaltet. Von 1821 bis 1848 gehörte der Ort dann zum Landkreis Frankenberg. Ab 1848 bis zum Jahr 1851 wurde Dainrode vom Bezirk Marburg verwaltet. Im Jahr 1851 bis zum Jahr 1974 war der Ort wieder im Kreis Frankenberg.
Wann eine erste Kirche erbaut wurde, ist urkundlich nicht überliefert. Zur heutigen Kirche wurde im Jahr 1833 der Grundstein gelegt.
Hessische Gebietsreform (1970–1977)
Zum 1. Januar 1974 wurde Dainrode im Zuge der Gebietsreform in Hessen kraft Landesgesetz in die Stadt Frankenau eingegliedert. Für Dainrode wurde wie für die übrigen Stadtteile ein Ortsbezirk mit Ortsbeirat und Ortsvorsteher eingerichtet.

### Verwaltungsgeschichte im Überblick
Die folgende Liste zeigt die Staaten und Verwaltungseinheiten, denen Dainrode angehört(e):
- vor 1567: Heiliges Römisches Reich, Landgrafschaft Hessen
- ab 1567: Heiliges Römisches Reich, Landgrafschaft Hessen-Marburg, Amt Frankenberg-Wolkersdorf
- 1604–1648: strittig zwischen Hessen-Kassel und Hessen-Darmstadt (Hessenkrieg)
- ab 1648: Heiliges Römisches Reich, Landgrafschaft Hessen-Kassel, Amt Frankenberg
- ab 1806: Landgrafschaft Hessen-Kassel, Amt Frankenberg
- 1807–1813: Königreich Westphalen, Departement der Werra, Distrikt Marburg, Kanton Frankenau
- ab 1815: Kurfürstentum Hessen, Amt Frankenberg[9]
- ab 1821: Kurfürstentum Hessen, Provinz Oberhessen, Kreis Frankenberg[10][Anm. 2]
- ab 1848: Kurfürstentum Hessen, Bezirk Marburg
- ab 1851: Kurfürstentum Hessen, Provinz Oberhessen, Kreis Frankenberg
- ab 1867: Norddeutscher Bund[Anm. 3], Königreich Preußen, Provinz Hessen-Nassau, Regierungsbezirk Kassel, Kreis Frankenberg
- ab 1871: Deutsches Reich, Königreich Preußen, Provinz Hessen-Nassau, Regierungsbezirk Kassel, Kreis Frankenberg
- ab 1918: Deutsches Reich, Freistaat Preußen, Provinz Hessen-Nassau, Regierungsbezirk Kassel, Kreis Frankenberg
- ab 1944: Deutsches Reich, Freistaat Preußen, Provinz Kurhessen, Landkreis Frankenberg
- ab 1945: Amerikanische Besatzungszone, Groß-Hessen, Regierungsbezirk Kassel, Landkreis Frankenberg
- ab 1946: Amerikanische Besatzungszone, Land Hessen, Regierungsbezirk Kassel, Landkreis Frankenberg
- ab 1949: Bundesrepublik Deutschland, Land Hessen, Regierungsbezirk Kassel, Landkreis Frankenberg
- ab 1971: Bundesrepublik Deutschland, Land Hessen, Regierungsbezirk Kassel, Landkreis Frankenberg
- ab 1974: Bundesrepublik Deutschland, Land Hessen, Regierungsbezirk Kassel, Landkreis Waldeck-Frankenberg, Stadt Frankenau[Anm. 4]

## Bevölkerung

### Einwohnerstruktur 2011
Nach den Erhebungen des Zensus 2011 lebten am Stichtag dem 9. Mai 2011 in Dainrode 195 Einwohner. Darunter waren 3 (1,5 %) Ausländer.
Nach dem Lebensalter waren 30 Einwohner unter 18 Jahren, 78 waren zwischen 18 und 49, 48 zwischen 50 und 64 und 39 Einwohner waren älter. Die Einwohner lebten in 75 Haushalten. Davon waren 15 Singlehaushalte, 21 Paare ohne Kinder und 30 Paare mit Kindern, sowie 6 Alleinerziehende und keine Wohngemeinschaften. In 15 Haushalten lebten ausschließlich Senioren und in 45 Haushaltungen leben keine Senioren.

### Einwohnerentwicklung
| • 1577: | 32 Hausgesesse   |
| • 1747: | 25 Haushaltungen |

| Dainrode: Einwohnerzahlen von 1834 bis 2019 | Dainrode: Einwohnerzahlen von 1834 bis 2019 | Dainrode: Einwohnerzahlen von 1834 bis 2019 | Dainrode: Einwohnerzahlen von 1834 bis 2019 | Dainrode: Einwohnerzahlen von 1834 bis 2019 |
| --- | ------------------------------------------- | ------------------------------------------- | ------------------------------------------- | ------------------------------------------- |
| Jahr |                                             |                                             |                                             | Einwohner                                   |
| 1834 | 1834                                        |                                             | 289                                         | 289                                         |
| 1840 | 1840                                        |                                             | 450                                         | 450                                         |
| 1846 | 1846                                        |                                             | 297                                         | 297                                         |
| 1852 | 1852                                        |                                             | 306                                         | 306                                         |
| 1858 | 1858                                        |                                             | 282                                         | 282                                         |
| 1864 | 1864                                        |                                             | 272                                         | 272                                         |
| 1871 | 1871                                        |                                             | 263                                         | 263                                         |
| 1875 | 1875                                        |                                             | 246                                         | 246                                         |
| 1885 | 1885                                        |                                             | 222                                         | 222                                         |
| 1895 | 1895                                        |                                             | 237                                         | 237                                         |
| 1905 | 1905                                        |                                             | 262                                         | 262                                         |
| 1910 | 1910                                        |                                             | 238                                         | 238                                         |
| 1925 | 1925                                        |                                             | 239                                         | 239                                         |
| 1939 | 1939                                        |                                             | 236                                         | 236                                         |
| 1946 | 1946                                        |                                             | 356                                         | 356                                         |
| 1950 | 1950                                        |                                             | 331                                         | 331                                         |
| 1956 | 1956                                        |                                             | 258                                         | 258                                         |
| 1961 | 1961                                        |                                             | 246                                         | 246                                         |
| 1967 | 1967                                        |                                             | 262                                         | 262                                         |
| 1980 | 1980                                        |                                             | ?                                           | ?                                           |
| 1990 | 1990                                        |                                             | ?                                           | ?                                           |
| 2000 | 2000                                        |                                             | ?                                           | ?                                           |
| 2011 | 2011                                        |                                             | 195                                         | 195                                         |
| 2016 | 2016                                        |                                             | 182                                         | 182                                         |
| 2019 | 2019                                        |                                             | 187                                         | 187                                         |
| Datenquelle: Historisches Gemeindeverzeichnis für Hessen: Die Bevölkerung der Gemeinden 1834 bis 1967. Wiesbaden: Hessisches Statistisches Landesamt, 1968. Weitere Quellen: LAGIS; nach 1970: Stadt Frankenau:; Zensus 2011 |                                             |                                             |                                             |                                             |

### Historische Religionszugehörigkeit

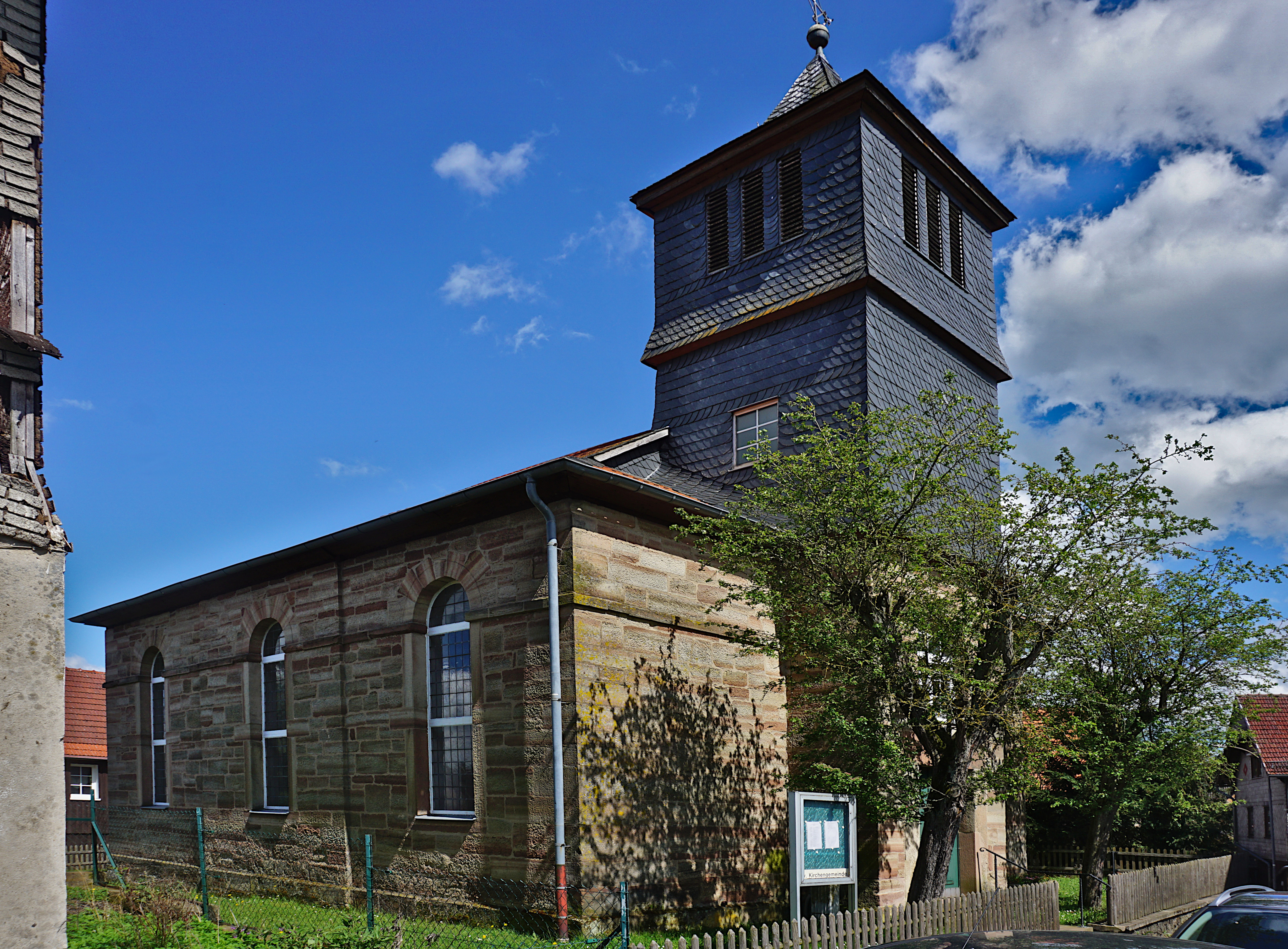
Die evangelische Kirche in Dainrode

| • 1885: | 222 evangelische (= 100,00 %) Einwohner                           |
| • 1961: | 231 evangelische (= 93,90 %), 13 katholische (= 5,28 %) Einwohner |

## Sonstiges
- In der Nähe des Dorfes werden seit dem Ersten Weltkrieg in einem Steinbruch Grauwacke abgebaut.
- Dainrode gehört zum Evangelischen Pfarramt Geismar.
- In dem kleinen Ort gibt es verhältnismäßig viele Vereine, die auch auf kulturellem Gebiet tätig sind.